# Siem Pang
Siem Pang är ett distrikt i Kambodja.   Det ligger i provinsen Stung Treng, i den nordöstra delen av landet, 300 km nordost om huvudstaden Phnom Penh.